# Branka Jovanović
Branka Jovanović, coniugata Milatović (in serbo Бранка Јовановић-Милатовић?; Belgrado, 1º settembre 1950), è un'ex cestista jugoslava.

## Carriera
Con la Jugoslavia ha disputato cinque edizioni dei Campionati europei (1970, 1972, 1974, 1976, 1978).